# Onychiuridae
Onychiuridae is een familie van springstaarten en telt 560 beschreven soorten.

## Taxonomie
- Onderfamilie Lophognathellinae - Stach, 1954 (2 soorten)
- Onderfamilie Onychiurinae - Börner, 1901 (555 soorten)
- Onderfamilie Tetrodontophorinae - Stach, 1954 (3 soorten)